# Gmina Rogoznica
Gmina Rogoznica (chorw. Općina Rogoznica) – gmina w Chorwacji, w żupanii szybenicko-knińskiej. W 2011 roku liczyła  2345 mieszkańców.